# Лига чемпионов УЕФА 2014/2015. Квалификация
Эта статья содержит информацию о квалификационных раундах Лиги чемпионов УЕФА 2014/15.
В рамках квалификации Лиги чемпионов проводятся два отдельных отборочных турнира. Первый — для чемпионов, которые не получили путёвку в групповой этап напрямую. Второй — для команд, не являющихся чемпионами своих стран и не квалифицированных напрямую в групповой этап.
Команды, проигравшие в третьем квалификационном раунде Лиги чемпионов примут участие в четвёртом квалификационном раунде Лиги Европы, а проигравшие в четвёртом квалификационном раунде Лиги чемпионов попадут в групповой этап Лиги Европы.
При жеребьёвке каждого из раундов участвующие команды делились на 2 корзины («сеяные» и «несеяные») в соответствии с их коэффициентами на конец сезона 2013/14.
Неординарный случай произошёл 27 августа в ответном матче раунда плей-офф нечемпионской квалификации «Лудогорец» (Болгария) — «Стяуа» (Румыния). В конце дополнительного времени защитник «Лудогорца» Космин Моци был вынужден занять позицию вратаря после удаления Владислава Стоянова, надев футболку запасного голкипера команды Ивана Чворовича. До окончания овертайма он успел отличиться удачной игрой на выходе при подаче с углового. Последовавшая серия послематчевых пенальти началась с точного удара Моци, а в дальнейшем он отразил два удара соперника, при этом регулярно отвлекая бьющих своими телодвижениями, причём последний удар он взял «намертво».

## Расписание жеребьёвок и матчей
| Раунд          | Жеребьёвка     | Первый матч        | Ответный матч      |
| -------------- | -------------- | ------------------ | ------------------ |
| Первый раунд   | 23 июня 2014   | 1-2 июля 2014      | 8-9 июля 2014      |
| Второй раунд   | 23 июня 2014   | 15-16 июля 2014    | 22-23 июля 2014    |
| Третий раунд   | 18 июля 2014   | 29-30 июля 2014    | 5-6 августа 2014   |
| Раунд Плей-офф | 8 августа 2014 | 19-20 августа 2014 | 26-27 августа 2014 |

## Первый квалификационный раунд

### Жеребьёвка
Жеребьёвка 1 квалификационного раунда прошла 23 июня 2014 года.
| Сеяные       | Сеяные | Несеяные   | Несеяные |
| Клуб         | Коэф.  | Клуб       | Коэф.    |
| ------------ | ------ | ---------- | -------- |
| Левадия      | 4,575  | Бананц     | 1,325    |
| ХБ Торсхавн  | 3,175  | Ла Фиорита | 0,699    |
| Санта-Колома | 2,166  | Линкольн   | 0,000    |

### Матчи
Первые матчи прошли 1 и 2 июля, ответные — 8 июля.
| Команда 1    | Итог  | Команда 2   | 1-й матч | 2-й матч |
| ------------ | ----- | ----------- | -------- | -------- |
| Санта-Колома | гв3:3 | Бананц      | 1:0      | 2:3      |
| Линкольн     | 3:6   | ХБ Торсхавн | 1:1      | 2:5      |
| Ла Фиорита   | 0:8   | Левадия     | 0:1      | 0:7      |

#### Первые матчи
| Санта-Колома | 1:0 (1:0) | Бананц |
| ------------ | --------- | ------ |
| Пужоль 5′    | Отчёт     |        |

| Ла Фиорита | 0:1 (0:0) | Левадия    |
| ---------- | --------- | ---------- |
|            | Отчёт     | Тамм 90+3′ |

| Линкольн                | 1:1 (1:0) | ХБ Торсхавн |
| ----------------------- | --------- | ----------- |
| Дж. Чиполина 18′ (пен.) | Отчёт     | Ханссен 71′ |

#### Ответные матчи
| Бананц                                | 3:2 (1:1) | Санта-Колома             |
| ------------------------------------- | --------- | ------------------------ |
| Овсепян 29′, 56′ (пен.) · Машумян 47′ | Отчёт     | Лима 20′ · Казальс 90+5′ |

| Левадия                                                                             | 7:0 (2:0) | Ла Фиорита |
| ----------------------------------------------------------------------------------- | --------- | ---------- |
| Кулинич 7′ · Субботин 30′, 72′ · Эльхуссьени 48′ · Артюнин 75′, 90+2′ · Типурич 85′ | Отчёт     |            |

| ХБ Торсхавн                                                      | 5:2 (3:0) | Линкольн                        |
| ---------------------------------------------------------------- | --------- | ------------------------------- |
| Ханссен 11′, 81′ · Йенсен 25′ · Эдмундссон 34′ · Беньяминсен 88′ | Отчёт     | Кабрера 50′ · Дж.-П. Дуарте 77′ |

## Второй квалификационный раунд

### Жеребьёвка
Всего во втором квалификационном раунде приняли участие 34 команды. 31 команда стартовала с этого раунда, 3 команды — победители первого раунда. Жеребьёвка 2 квалификационного раунда прошла 23 июня.
Клубы были распределены на три равносильные корзины. Внутри каждой корзины клубы были разделены по рейтингу на «сеяные» и «несеяные». После этого внутри каждой корзины случайным образом были образованы пары между «сеяными» и «несеяными» клубами.
| 1 Корзина         | 1 Корзина | 1 Корзина      | 1 Корзина | 2 Корзина         | 2 Корзина | 2 Корзина   | 2 Корзина | 3 Корзина     | 3 Корзина | 3 Корзина            | 3 Корзина |
| Сеяные            | Сеяные    | Несеяные       | Несеяные  | Сеяные            | Сеяные    | Несеяные    | Несеяные  | Сеяные        | Сеяные    | Несеяные             | Несеяные  |
| Клуб              | Коэф.     | Клуб           | Коэф.     | Клуб              | Коэф.     | Клуб        | Коэф.     | Клуб          | Коэф.     | Клуб                 | Коэф.     |
| ----------------- | --------- | -------------- | --------- | ----------------- | --------- | ----------- | --------- | ------------- | --------- | -------------------- | --------- |
| БАТЭ              | 33,725    | Динамо Тбилиси | 6,975     | Селтик            | 36,813    | Мальмё      | 6,265     | Стяуа         | 39,451    | Ф91 Дюделанж         | 4,975     |
| Маккаби Тель-Авив | 17,875    | Скендербеу     | 4,600     | Спарта            | 28,870    | Рейкьявик   | 5,350     | Динамо Загреб | 23,925    | Стрёмсгодсет         | 4,855     |
| Шериф             | 17,075    | Зриньски       | 4,000     | Партизан          | 14,825    | Нью-Сейнтс  | 4,850     | Лудогорец     | 18,125    | Сент-Патрикс Атлетик | 4,775     |
| Марибор           | 16,200    | Сутьеска       | 2,450     | Дебрецен          | 10,325    | Левадия     | 4,575     | Легия         | 15,275    | Работнички           | 4,550     |
| Актобе            | 8,150     | Санта-Колома   | 2,166     | Слован Братислава | 8,700     | Клифтонвилл | 3,225     | Карабах       | 7,575     | Валлетта             | 4,466     |
|                   |           |                |           | Вентспилс         | 7,750     | ХБ Торсхавн | 3,175     | ХИК           | 7,435     | Жальгирис            | 3,050     |

### Матчи
Первые матчи прошли 15—16 июля, ответные — 22—23 июля 2014 года.
| Команда 1         | Итог  | Команда 2            | 1-й матч | 2-й матч |
| ----------------- | ----- | -------------------- | -------- | -------- |
| БАТЭ              | гв1:1 | Скендербеу           | 0:0      | 1:1      |
| Санта-Колома      | 0:3   | Маккаби Тель-Авив    | 0:1      | 0:2      |
| Динамо Тбилиси    | 0:4   | Актобе               | 0:1      | 0:3      |
| Зриньски          | 0:2   | Марибор              | 0:0      | 0:2      |
| Шериф             | 5:0   | Сутьеска             | 2:0      | 3:0      |
| Спарта            | 8:1   | Левадия              | 7:0      | 1:1      |
| Мальмё            | 1:0   | Вентспилс            | 0:0      | 1:0      |
| Слован Братислава | 3:0   | Нью-Сейнтс           | 1:0      | 2:0      |
| Рейкьявик         | 0:5   | Селтик               | 0:1      | 0:4      |
| Клифтонвилл       | 0:2   | Дебрецен             | 0:0      | 0:2      |
| Партизан          | 6:1   | ХБ Торсхавн          | 3:0      | 3:1      |
| Легия             | 6:1   | Сент-Патрикс Атлетик | 1:1      | 5:0      |
| Работнички        | 1:2   | ХИК                  | 0:0      | 1:2      |
| Динамо Загреб     | 4:0   | Жальгирис            | 2:0      | 2:0      |
| Лудогорец         | 5:1   | Ф91 Дюделанж         | 4:0      | 1:1      |
| Валлетта          | 0:5   | Карабах              | 0:1      | 0:4      |
| Стрёмсгодсет      | 0:3   | Стяуа                | 0:1      | 0:2      |

#### Первые матчи
| Валлетта | 0:1 (0:1) | Карабах     |
| -------- | --------- | ----------- |
|          | Отчёт     | Шибиньо 18′ |

| Слован Братислава | 1:0 (0:0) | Нью-Сейнтс |
| ----------------- | --------- | ---------- |
| Чикош 52′         | Отчёт     |            |

| БАТЭ | 0:0 (0:0) | Скендербеу |
| ---- | --------- | ---------- |
|      | Отчёт     |            |

| Шериф                 | 2:0 (0:0) | Сутьеска |
| --------------------- | --------- | -------- |
| Мурешан 71′ · Иса 87′ | Отчёт     |          |

| Зриньски | 0:0 (0:0) | Марибор |
| -------- | --------- | ------- |
|          | Отчёт     |         |

| Санта-Колома | 0:1 (0:0) | Маккаби Тель-Авив |
| ------------ | --------- | ----------------- |
|              | Отчёт     | Прица 64′         |

| Работнички | 0:0 (0:0) | ХИК |
| ---------- | --------- | --- |
|            | Отчёт     |     |

| Спарта                                                                      | 7:0 (3:0) | Левадия |
| --------------------------------------------------------------------------- | --------- | ------- |
| Лафата 22′, 44′, 45+4′ (пен.), 57′, 60′ · Типурич 55′ (авт.) · Пржикрыл 84′ | Отчёт     |         |

| Клифтонвилл | 0:0 (0:0) | Дебрецен |
| ----------- | --------- | -------- |
|             | Отчёт     |          |

| Партизан                        | 3:0 (1:0) | ХБ Торсхавн |
| ------------------------------- | --------- | ----------- |
| Лазович 14′, 64′ · Шкулетич 71′ | Отчёт     |             |

| Динамо Загреб            | 2:0 (0:0) | Жальгирис |
| ------------------------ | --------- | --------- |
| Судани 58′ · Антолич 70′ | Отчёт     |           |

| Рейкьявик | 0:1 (0:0) | Селтик        |
| --------- | --------- | ------------- |
|           | Отчёт     | Макгрегор 84′ |

| Динамо Тбилиси | 0:1 (0:0) | Актобе   |
| -------------- | --------- | -------- |
|                | Отчёт     | Неко 51′ |

| Мальмё | 0:0 (0:0) | Вентспилс |
| ------ | --------- | --------- |
|        | Отчёт     |           |

| Лудогорец                                             | 4:0 (2:0) | Ф91 Дюделанж |
| ----------------------------------------------------- | --------- | ------------ |
| Дани Абало 35′ · Безьяк 43′ · Анисе 65′ · Эшпинью 68′ | Отчёт     |              |

| Стрёмсгодсет | 0:1 (0:0) | Стяуа    |
| ------------ | --------- | -------- |
|              | Отчёт     | Янку 49′ |

| Легия         | 1:1 (0:1) | Сент-Патрикс Атлетик |
| ------------- | --------- | -------------------- |
| Радович 90+1′ | Отчёт     | Фэган 38′            |

#### Ответные матчи
| Сутьеска | 0:3 (0:2) | Шериф                              |
| -------- | --------- | ---------------------------------- |
|          | Отчёт     | Бенсон 5′ · Луваннор 35′ · Иса 54′ |

| Левадия    | 1:1 (0:1) | Спарта      |
| ---------- | --------- | ----------- |
| Теэвер 68′ | Отчёт     | Маречек 38′ |

| Ф91 Дюделанж | 1:1 (0:0) | Лудогорец  |
| ------------ | --------- | ---------- |
| Тюрпель 81′  | Отчёт     | Безьяк 51′ |

| Карабах                                             | 4:0 (1:0) | Валлетта |
| --------------------------------------------------- | --------- | -------- |
| Рейналдо 15′ · Шумбиньо 48′ · Диас 57′ · Джордж 80′ | Отчёт     |          |

| Маккаби Тель-Авив                | 2:0 (0:0) | Санта-Колома |
| -------------------------------- | --------- | ------------ |
| Захави 62′ (пен.) · Бен-Хаим 90′ | Отчёт     |              |

| Нью-Сейнтс | 0:2 (0:0) | Слован Братислава   |
| ---------- | --------- | ------------------- |
|            | Отчёт     | Милинкович 74′, 89′ |

| Скендербеу | 1:1 (0:1) | БАТЭ          |
| ---------- | --------- | ------------- |
| Радаш 67′  | Отчёт     | Олехнович 29′ |

| ХБ Торсхавн | 1:3 (1:0) | Партизан                                 |
| ----------- | --------- | ---------------------------------------- |
| Вардум 35′  | Отчёт     | Нинкович 49′ · Лазович 49′ · Грбич 90+1′ |

| Жальгирис | 0:2 (0:0) | Динамо Загреб            |
| --------- | --------- | ------------------------ |
|           | Отчёт     | Судани 47′ · Шимунич 49′ |

| Дебрецен                 | 2:0 (0:0) | Клифтонвилл |
| ------------------------ | --------- | ----------- |
| Михелич 55′ · Сидибе 79′ | Отчёт     |             |

| Селтик                             | 4:0 (3:0) | Рейкьявик |
| ---------------------------------- | --------- | --------- |
| ван Дейк 13′, 20′ · Пукки 27′, 71′ | Отчёт     |           |

| Актобе                                       | 3:0 (0:0) | Динамо Тбилиси |
| -------------------------------------------- | --------- | -------------- |
| Антонов 75′ · Зенькович 82′ · Аймбетов 90+4′ | Отчёт     |                |

| Вентспилс | 0:1 (0:1) | Мальмё         |
| --------- | --------- | -------------- |
|           | Отчёт     | Кисе Телин 19′ |

| ХИК                 | 2:1 (2:0) | Работнички |
| ------------------- | --------- | ---------- |
| Лод 22′ · Морен 26′ | Отчёт     | Вуйчич 47′ |

| Стяуа                 | 2:0 (0:0) | Стрёмсгодсет |
| --------------------- | --------- | ------------ |
| Рыпэ 72′ · Станчу 84′ | Отчёт     |              |

| Марибор                        | 2:0 (1:0) | Зриньски |
| ------------------------------ | --------- | -------- |
| Вршич 45′ · Ибраими 57′ (пен.) | Отчёт     |          |

| Сент-Патрикс Атлетик | 0:5 (0:1) | Легия                                                            |
| -------------------- | --------- | ---------------------------------------------------------------- |
|                      | Отчёт     | Радович 25′, 82′ · Жиро 69′ · Сагановски 87′ · Берн 90+2′ (авт.) |

Примечания
↑  Израиль (ИЗР): В связи с проведением военной операции «Нерушимая скала», УЕФА запретила проведение футбольных матчей в Израиле под своей эгидой.

## Третий квалификационный раунд

### Жеребьёвка
Жеребьёвка 3 квалификационного раунда прошла 18 июля 2014 года.
| Чемпионская квалификация | Чемпионская квалификация | Чемпионская квалификация | Чемпионская квалификация | Чемпионская квалификация | Чемпионская квалификация | Чемпионская квалификация | Чемпионская квалификация | Нечемпионская квалификация | Нечемпионская квалификация | Нечемпионская квалификация | Нечемпионская квалификация |
| Группа 1                 | Группа 1                 | Группа 1                 | Группа 1                 | Группа 2                 | Группа 2                 | Группа 2                 | Группа 2                 | Нечемпионская квалификация | Нечемпионская квалификация | Нечемпионская квалификация | Нечемпионская квалификация |
| Сеяные                   | Сеяные                   | Несеяные                 | Несеяные                 | Сеяные                   | Сеяные                   | Несеяные                 | Несеяные                 | Сеяные                     | Сеяные                     | Несеяные                   | Несеяные                   |
| Клуб                     | Коэф.                    | Клуб                     | Коэф.                    | Клуб                     | Коэф.                    | Клуб                     | Коэф.                    | Клуб                       | Коэф.                      | Клуб                       | Коэф.                      |
| ------------------------ | ------------------------ | ------------------------ | ------------------------ | ------------------------ | ------------------------ | ------------------------ | ------------------------ | -------------------------- | -------------------------- | -------------------------- | -------------------------- |
| Ред Булл                 | 46,185                   | Легия                    | 15,275                   | Стяуа                    | 39,451                   | Марибор                  | 16,200                   | Зенит                      | 73,899                     | Днепр                      | 32,193                     |
| Селтик                   | 36,813                   | Дебрецен                 | 10,325                   | АПОЭЛ                    | 37,650                   | Партизан                 | 14,825                   | Лилль                      | 45,300                     | Панатинаикос               | 30,220                     |
| БАТЭ                     | 33,725                   | Слован Братислава        | 8,700                    | Спарта                   | 28,870                   | Актобе                   | 8,150                    | Копенгаген                 | 45,260                     | Фейеноорд                  | 13,362                     |
| Динамо Загреб            | 23,925                   | Карабах                  | 7,575                    | Лудогорец                | 18,125                   | Мальмё                   | 6,265                    | Стандард                   | 38,260                     | Грассхоппер                | 9,645                      |
| Шериф                    | 17,075                   | Ольборг                  | 5,260                    | Маккаби Тель-Авив        | 17,875                   | ХИК                      | 7,435                    | Бешикташ                   | 32,840                     | АЕЛ                        | 7,650                      |

Примечания

### Матчи
Первые матчи прошли 29 и 30 июля, ответные — 5 и 6 августа.

#### Чемпионская квалификация
| Команда 1         | Итог  | Команда 2         | 1-й матч | 2-й матч   |
| ----------------- | ----- | ----------------- | -------- | ---------- |
| Карабах           | 2:3   | Ред Булл          | 2:1      | 0:2        |
| Дебрецен          | 2:3   | БАТЭ              | 1:0      | 1:3        |
| Слован Братислава | 2:1   | Шериф             | 2:1      | 0:0        |
| Ольборг           | 2:1   | Динамо Загреб     | 0:1      | 2:0        |
| Легия             | 4:4   | Селтик            | 4:1      | 0:3 (т.п.) |
| Актобе            | 3:4   | Стяуа             | 2:2      | 1:2        |
| Марибор           | 3:2   | Маккаби Тель-Авив | 1:0      | 2:2        |
| ХИК               | 2:4   | АПОЭЛ             | 2:2      | 0:2        |
| Спарта            | 4:4гв | Мальмё            | 4:2      | 0:2        |
| Лудогорец         | гв2:2 | Партизан          | 0:0      | 2:2        |

#### Нечемпионская квалификация
| Команда 1   | Итог | Команда 2    | 1-й матч | 2-й матч |
| ----------- | ---- | ------------ | -------- | -------- |
| АЕЛ         | 1:3  | Зенит        | 1:0      | 0:3      |
| Днепр       | 0:2  | Копенгаген   | 0:0      | 0:2      |
| Фейеноорд   | 2:5  | Бешикташ     | 1:2      | 1:3      |
| Грассхоппер | 1:3  | Лилль        | 0:2      | 1:1      |
| Стандард    | 2:1  | Панатинаикос | 0:0      | 2:1      |

 *Зенит и Днепр поменяли пары из-за ситуации в Украине

#### Первые матчи
| Спарта                           | 4:2 (1:2) | Мальмё                        |
| -------------------------------- | --------- | ----------------------------- |
| Лафата 22′, 51′, 70′ · Ковач 52′ | Отчёт     | Форсберг 17′ · Кисе Телин 27′ |

| Слован Братислава               | 2:1 (1:0) | Шериф          |
| ------------------------------- | --------- | -------------- |
| Жофчак 42′ (пен.) · Месарош 85′ | Отчёт     | Рикардиньо 74′ |

| Дебрецен          | 1:0 (0:0) | БАТЭ |
| ----------------- | --------- | ---- |
| Сидибе 56′ (пен.) | Отчёт     |      |

| Актобе                       | 2:2 (0:1) | Стяуа                      |
| ---------------------------- | --------- | -------------------------- |
| Коробкин 58′ · Арзуманян 87′ | Отчёт     | Кешеру 44′ · Препелицэ 78′ |

| Карабах                       | 2:1 (1:0) | Ред Булл    |
| ----------------------------- | --------- | ----------- |
| Данило Диас 2′ · Рейналдо 86′ | Отчёт     | Ляйтгеб 77′ |

| ХИК                     | 2:2 (2:0) | АПОЭЛ                         |
| ----------------------- | --------- | ----------------------------- |
| Саваж 11′, 45+1′ (пен.) | Отчёт     | Де Винсенти 71′ · Шеридан 74′ |

| АЕЛ         | 1:0 (0:0) | Зенит |
| ----------- | --------- | ----- |
| Гикевич 64′ | Отчёт     |       |

| Днепр | 0:0 (0:0) | Копенгаген |
| ----- | --------- | ---------- |
|       | Отчёт     |            |

| Грассхоппер | 0:2 (0:1) | Лилль                   |
| ----------- | --------- | ----------------------- |
|             | Отчёт     | Коршья 29′ · Мендеш 49′ |

| Лудогорец | 0:0 (0:0) | Партизан |
| --------- | --------- | -------- |
|           | Отчёт     |          |

| Фейеноорд             | 1:2 (0:1) | Бешикташ                  |
| --------------------- | --------- | ------------------------- |
| те Вреде 90+5′ (пен.) | Отчёт     | Пектемек 13′ · Коюнлу 71′ |

| Стандард | 0:0 (0:0) | Панатинаикос |
| -------- | --------- | ------------ |
|          | Отчёт     |              |

| Ольборг | 0:1 (0:0) | Динамо Загреб |
| ------- | --------- | ------------- |
|         | Отчёт     | Брозович 49′  |

| Марибор     | 1:0 (0:0) | Маккаби Тель-Авив |
| ----------- | --------- | ----------------- |
| Бохар 90+5′ | Отчёт     |                   |

| Легия                                        | 4:1 (2:1) | Селтик       |
| -------------------------------------------- | --------- | ------------ |
| Радович 10′, 36′ · Жиро 84′ · Косецкий 90+1′ | Отчёт     | Макгрегор 8′ |

#### Ответные матчи
| БАТЭ                                          | 3:1 (1:1) | Дебрецен          |
| --------------------------------------------- | --------- | ----------------- |
| А. Володько 39′ · Родионов 66′ · Кривец 90+4′ | Отчёт     | Сидибе 20′ (пен.) |

| Маккаби                      | 2:2 (1:1) | Марибор          |
| ---------------------------- | --------- | ---------------- |
| Бен-Хаим 42′ · Бен-Басат 54′ | Отчёт     | Ибраими 36′, 55′ |

| Панатинаикос          | 1:2 (1:2) | Стандард               |
| --------------------- | --------- | ---------------------- |
| Арсланагич 17′ (авт.) | Отчёт     | Мбомбо 36′ · Мпоку 42′ |

| Лилль       | 1:1 (1:1) | Грассхоппер |
| ----------- | --------- | ----------- |
| Бальмон 19′ | Отчёт     | Абраши 33′  |

| Зенит                                        | 3:0 (0:0) | АЕЛ |
| -------------------------------------------- | --------- | --- |
| Рондон 55′ · Данни 88′ · Кержаков 90′ (пен.) | Отчёт     |     |

| АПОЭЛ                                | 2:0 (2:0) | ХИК |
| ------------------------------------ | --------- | --- |
| Шеридан 18′ · Де Винсенти 43′ (пен.) | Отчёт     |     |

| Шериф | 0:0 (0:0) | Слован Братислава |
| ----- | --------- | ----------------- |
|       | Отчёт     |                   |

| Мальмё             | 2:0 (1:0) | Спарта |
| ------------------ | --------- | ------ |
| Русенберг 35′, 55′ | Отчёт     |        |

| Стяуа                 | 2:1 (2:0) | Актобе      |
| --------------------- | --------- | ----------- |
| Кипчу 3′ · Станчу 39′ | Отчёт     | Кападзе 85′ |

| Бешикташ         | 3:1 (1:0) | Фейеноорд |
| ---------------- | --------- | --------- |
| Ба 28′, 80′, 86′ | Отчёт     | Ману 74′  |

| Копенгаген                 | 2:0 (1:0) | Днепр |
| -------------------------- | --------- | ----- |
| Корнелиус 36′ · Кадрии 52′ | Отчёт     |       |

| Ред Булл             | 2:0 (2:0) | Карабах |
| -------------------- | --------- | ------- |
| Хинтереггер 18′, 34′ | Отчёт     |         |

| Динамо Загреб | 0:2 (0:1) | Ольборг          |
| ------------- | --------- | ---------------- |
|               | Отчёт     | Якобсен 36′, 85′ |

| Селтик | 3:0 (т.п.) | Легия                   |
| ------ | ---------- | ----------------------- |
|        | Отчёт      | Жиро 36′ · Кухарчик 61′ |

| Партизан          | 2:2 (2:2) | Лудогорец           |
| ----------------- | --------- | ------------------- |
| Шкулетич 30′, 35′ | Отчёт     | Марселиньо 19′, 21′ |

## Раунд плей-офф

### Жеребьёвка
Жеребьёвка раунда плей-офф прошла 8 августа 2014 года.
| Чемпионская квалификация | Чемпионская квалификация | Чемпионская квалификация | Чемпионская квалификация | Нечемпионская квалификация | Нечемпионская квалификация | Нечемпионская квалификация | Нечемпионская квалификация |
| Сеяные                   | Сеяные                   | Несеяные                 | Несеяные                 | Сеяные                     | Сеяные                     | Несеяные                   | Несеяные                   |
| Клуб                     | Коэф.                    | Клуб                     | Коэф.                    | Клуб                       | Коэф.                      | Клуб                       | Коэф.                      |
| ------------------------ | ------------------------ | ------------------------ | ------------------------ | -------------------------- | -------------------------- | -------------------------- | -------------------------- |
| Ред Булл                 | 46,185                   | Лудогорец                | 18,125                   | Арсенал                    | 112,949                    | Атлетик Бильбао            | 54,542                     |
| Стяуа                    | 39,451                   | Марибор                  | 16,200                   | Порту                      | 105,459                    | Лилль                      | 45,300                     |
| АПОЭЛ                    | 37,650                   | Слован Братислава        | 8,700                    | Зенит                      | 73,899                     | Копенгаген                 | 45,260                     |
| Селтик                   | 36,813                   | Мальмё                   | 6,265                    | Байер 04                   | 70,328                     | Стандард                   | 38,260                     |
| БАТЭ                     | 33,725                   | Ольборг                  | 5,260                    | Наполи                     | 61,387                     | Бешикташ                   | 32,840                     |

### Матчи
Первые матчи прошли 19 и 20 августа, ответные — 26 и 27 августа.

#### Чемпионская квалификация
| Команда 1          | Итог         | Команда 2 | 1-й матч | 2-й матч |
| ------------------ | ------------ | --------- | -------- | -------- |
| Марибор            | 2:1          | Селтик    | 1:1      | 1:0      |
| Ред Булл Зальцбург | 2:4          | Мальмё    | 2:1      | 0:3      |
| Ольборг            | 1:5          | АПОЭЛ     | 1:1      | 0:4      |
| Стяуа              | 1:1 (п. 5:6) | Лудогорец | 1:0      | 0:1      |
| Слован Братислава  | 1:4          | БАТЭ      | 1:1      | 0:3      |

#### Нечемпионская квалификация
| Команда 1  | Итог | Команда 2       | 1-й матч | 2-й матч |
| ---------- | ---- | --------------- | -------- | -------- |
| Бешикташ   | 0:1  | Арсенал         | 0:0      | 0:1      |
| Стандард   | 0:4  | Зенит           | 0:1      | 0:3      |
| Копенгаген | 2:7  | Байер 04        | 2:3      | 0:4      |
| Лилль      | 0:3  | Порту           | 0:1      | 0:2      |
| Наполи     | 2:4  | Атлетик Бильбао | 1:1      | 1:3      |

#### Первые матчи
| Ред Булл                | 2:1 (1:0) | Мальмё       |
| ----------------------- | --------- | ------------ |
| Шимер 16′ · Сориано 54′ | Отчёт     | Форсберг 90′ |

| Стяуа     | 1:0 (0:0) | Лудогорец |
| --------- | --------- | --------- |
| Кипчу 88′ | Отчёт     |           |

| Бешикташ | 0:0 (0:0) | Арсенал |
| -------- | --------- | ------- |
|          | Отчёт     |         |

| Копенгаген                | 2:3 (2:3) | Байер 04                                      |
| ------------------------- | --------- | --------------------------------------------- |
| Йёргенсен 9′ · Амарти 13′ | Отчёт     | Кисслинг 5′ · Беллараби 31′ · Сон Хын Мин 41′ |

| Наполи     | 1:1 (0:1) | Атлетик Бильбао |
| ---------- | --------- | --------------- |
| Игуаин 68′ | Отчёт     | Муньяин 41′     |

| Марибор   | 1:1 (1:1) | Селтик       |
| --------- | --------- | ------------ |
| Бохар 14′ | Отчёт     | Макгрегор 6′ |

| Ольборг    | 1:1 (1:0) | АПОЭЛ        |
| ---------- | --------- | ------------ |
| Томсен 16′ | Отчёт     | Винисиус 54′ |

| Слован Братислава | 1:1 (0:1) | БАТЭ                |
| ----------------- | --------- | ------------------- |
| Виттек 80′        | Отчёт     | Яблонски 44′ (авт.) |

| Стандард | 0:1 (0:1) | Зенит     |
| -------- | --------- | --------- |
|          | Отчёт     | Шатов 16′ |

| Лилль | 0:1 (0:0) | Порту      |
| ----- | --------- | ---------- |
|       | Отчёт     | Эррера 51′ |

#### Ответные матчи
| Зенит                             | 3:0 (1:0) | Стандард |
| --------------------------------- | --------- | -------- |
| Рондон 30′ · Халк 54′ (пен.), 58′ | Отчёт     |          |

| АПОЭЛ                                                       | 4:0 (2:0) | Ольборг |
| ----------------------------------------------------------- | --------- | ------- |
| Винисиус 29′ · де Висенти 44′ · Алонефтис 64′ · Шеридан 75′ | Отчёт     |         |

| БАТЭ                                      | 3:0 (1:0) | Слован Братислава |
| ----------------------------------------- | --------- | ----------------- |
| Гордейчук 41′ · Кривец 84′ · Родионов 85′ | Отчёт     |                   |

| Селтик | 0:1 (0:0) | Марибор            |
| ------ | --------- | ------------------ |
|        | Отчёт     | Маркос Таварес 75′ |

| Порту                      | 2:0 (0:0) | Лилль |
| -------------------------- | --------- | ----- |
| Брахими 49′ · Мартинес 69′ | Отчёт     |       |

| Мальмё                                   | 3:0 (2:0) | Ред Булл |
| ---------------------------------------- | --------- | -------- |
| Розенберг 11′ (пен.), 84′ · Эрикссон 19′ | Отчёт     |          |

| Лудогорец                                                        | 1:0 (0:0) | Стяуа                                                           |
| ---------------------------------------------------------------- | --------- | --------------------------------------------------------------- |
| Вандерсон 90′                                                    | Отчёт     |                                                                 |
| Пенальти                                                         |           |                                                                 |
| Моци · Вандерсон · Юнес · Кайсара · Марселиньо · Дяков · Эшпинью | 6:5       | Кешеру · Пырвулеску · Шукала · Попа · Варела · Препелицэ · Рыпэ |

| Арсенал      | 1:0 (1:0) | Бешикташ |
| ------------ | --------- | -------- |
| Санчес 45+1′ | Отчёт     |          |

| Байер 04                                                  | 4:0 (3:0) | Копенгаген |
| --------------------------------------------------------- | --------- | ---------- |
| Сон Хын Мин 2′ · Чалханоглу 7′ · Кисслинг 31′ (пен.), 65′ | Отчёт     |            |

| Атлетик Бильбао                  | 3:1 (0:0) | Наполи     |
| -------------------------------- | --------- | ---------- |
| Адурис 61′, 69′ · Ибай Гомес 74′ | Отчёт     | Гамшик 47′ |